# والتر أوزوالد
والتر أوزوالد (بالألمانية: Walter Oswald)‏ (8 أكتوبر 1955 في النمسا - ) هو لاعب كرة قدم ألماني في مركز الوسط. لعب مع نادي بوخوم ونادي سانت باولي وغوترسلوه 2000 ‏ وVfL Bochum II ‏.

## وصلات خارجية
- والتر أوزوالد على موقع قاعدة بيانات كرة القدم.إي يو (الإنجليزية)
- والتر أوزوالد على موقع بيانات كرة القدم. دي إي (الألمانية)
- والتر أوزوالد على موقع عالم كرة القدم.نت (الإنجليزية)